# Fincantieri
Fincantieri, «Финкантьери» — крупнейшая итальянская судостроительная компания. Штаб-квартира компании находится в Триесте. Государственному инвестиционному банку Cassa Depositi e Prestiti принадлежит 71,32 % акций.

## История
В 1780 году в Кастелламмаре-ди-Стабия была основана первая на территории современной Италии верфь.
Компания Società Finanziaria Cantieri Navali («Финансовая компания судостроительных верфей», сокращённо Fincantieri) была основана в 1959 году как государственный финансовый холдинг, которому были подчинены 8 предприятий, занимавшихся судостроением, ремонтом судов и строительством судовых двигателей; он входил в состав Istituto per la Ricostruzione Industriale (IRI), крупного холдинга по управлению госпредприятиями. В 1984 году Fincantieri был выведен из состава IRI и преобразован в производственную компанию.
В 1990-х годах Fincantieri занялась строительством круизных лайнеров, первым из них стало судно Crown Princess, спущенное на воду в 1990 году. В 1992 году построенная компанией яхта Destriero установила рекорд по самому быстрому пересечению Атлантического океана судном любого класса без дозаправки (58 часов 34 минуты 5 секунд). С 1993 по 2001 год на верфях компании было построено 20 круизных лайнеров, 16 паромов и 18 военных кораблей (из них 12 для ВМС Италии). В 2006 году вступила в строй первая подводная лодка компании, построенная по проекту 212А.
В начале 2009 года у The Manitowoc Company были куплены две верфи (включая Marinette Marine) в штате Висконсин. В 2010 году было создано совместное предприятие с шведской группой ABB по производству систем автоматизации. В следующем году было создано совместное предприятие на Ближнем Востоке Etihad Ship Building по ремонту военных кораблей. В 2013 году была куплена норвежская группа Vard по строительству специализированных судов. В 2014 году акции Fincantieri были размещены на Итальянской фондовой бирже.

## Деятельность
По доле в выручке основным производственным центром является Италия (76 % в 2023 году), далее следуют Норвегия (9 %), Румыния (5 %), остальная Европа (1 %), Северная Америка (13 %), Азия и Океания (5 %). При этом на итальянских клиентов в 2023 году пришлось всего 13 % выручки.
Подразделения по состоянию на 2023 год:
- судостроение — строительство круизных судов и военных кораблей, 74 % выручки;
- офшорное и специальное судостроение — строительство специализированных судов для обслуживания морских ветряных электростанций и нефтегазодобывающих платформ, а также судов-кабелеукладчиков, паромов и морских дронов, 13 % выручки;
- оборудование, системы и инфраструктура — производство электроники, механических узлов и стальных конструкций для морского и наземного применения, 13 % выручки.

Компании принадлежит 18 верфей: Монфальконе, Триест, Маргера, Сестри-Поненте, Рива-Тригозо, Леричи, Анкона, Кастелламмаре-ди-Стабия и Палермо (Италия), Эукра, Олесунн, Бревик и Вестнес (Норвегия), Брэила и Тулча (Румыния), Маринетт и Стерджен-Бей (Висконсин, США), Вунгтау (Вьетнам), Ипожука (Бразилия).

## Построенные суда (выборочно)
- Adriatica di Navigazione: Laurana, Palladio и Sansovino.
- MSC Cruises: Seaview;
- Carnival Cruise Lines: Carnival Destiny, Carnival Triumph, Carnival Victory, Carnival Conquest, Carnival Glory, Carnival Valor, Carnival Freedom, Carnival Dream
- Costa Crociere: Costa Fortuna , Costa Magica, Costa Concordia, Costa Serena, Costa Deliziosa, Costa Luminosa, Costa Pacifica, Costa Favolosa и Costa Fascinosa  в работе.[9]
- Cunard Line: Queen Victoria и Queen Elizabeth
- Disney Cruise Line: Disney Wonder, Disney Magic
- Ferrovie dello Stato: Logudoro, Scilla, Villa
- Finnlines: Finnstar, Finnmaid, Finnlady, Nordlink, Europalink.
- Grandi Navi Veloci: Excelsior
- Grimaldi Lines: Cruise Roma, Cruise Barcelona, Grande Amburgo, Gran Bretagna, Grande Africa, Grande America, Grande Argentina, Grande Atlantico, Grande Brasile, Grande Buenos Aires, Grande Europa, Grande Francia, Grande Mediterraneo, Grande Nigeria, Grande San Paolo, Repubblica di Amalfi, Repubblica di Argentina, Rebubblica del Brasile, Repubblica di Genova, Repubblica di Roma, Repubblica di Venezia
- Holland America Line: Rotterdam, Volendam, Zaandam, Amsterdam, Zuiderdam, Oosterdam, Westerdam, Noordam, Eurodam, Nieuw Amsterdam
- Hurtigruten ASA: MS Fram
- Marina Militare Italiana: Giuseppe Garibaldi (551), Cavour (550), Andrea Doria, Carlo Bergamini, Luigi Durand de la Penne, Etna
- Minoan Lines: Europa Palace, Olympia Palace, Festos Palace, Knossos Palace, Cruise Europa, Cruise Olympia
- Moby Lines: Moby Aki
- Princess Cruises: Regal Princess, Grand Princess, Golden Princess, Star Princess, Sun Princess, Dawn Princess, Sea Princess, Ocean Princess, Caribbean Princess, Crown Princess, Emerald Princess, Ruby Princess
- P&O Cruises: Arcadia, Ventura, Azura
- P&O Ferries: Pride of Hull, Pride of Rotterdam
- Saipem: Saipem 7000
- Saremar: Isola di Santo Stefano
- Sea Containers Ltd: SuperSeaCat One, SuperSeaCat Two, SuperSeaCat Three, SuperSeaCat Four
- SNCM: Danielle Casanova
- Tallink: Superstar
- Thelisis Shipping Ltd: Neptune Okeanis, Neptune Thelisis
- Tirrenia di Navigazione: Bithia, Janas, Athara, Nuraghes, Sharden, Aries, Taurus, Capricorn Scorpio, Espresso Catania, Lazio, Puglia.
- Toremar: Aethalia

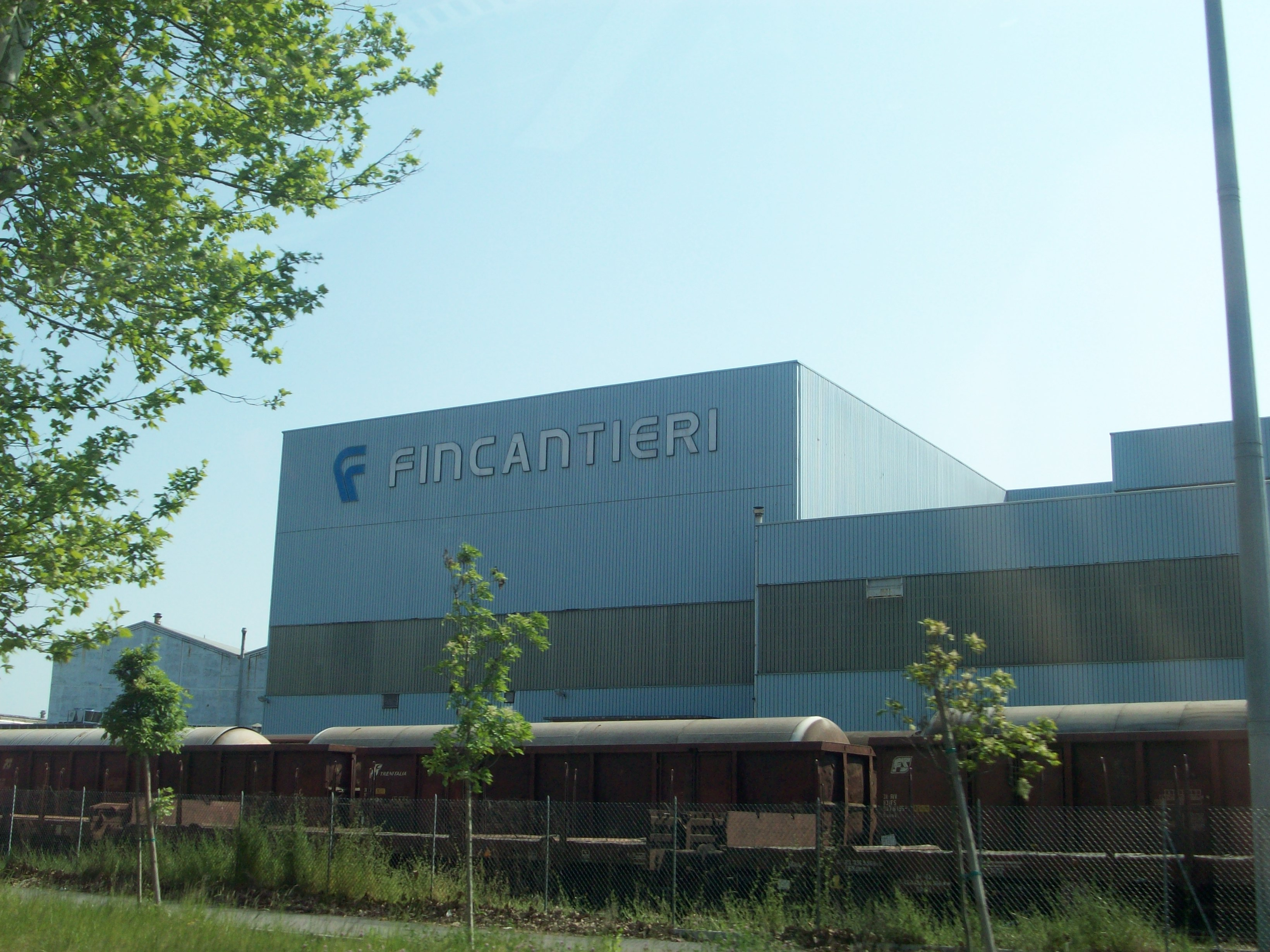
Верфь Fincantieri в Венеции/Местре
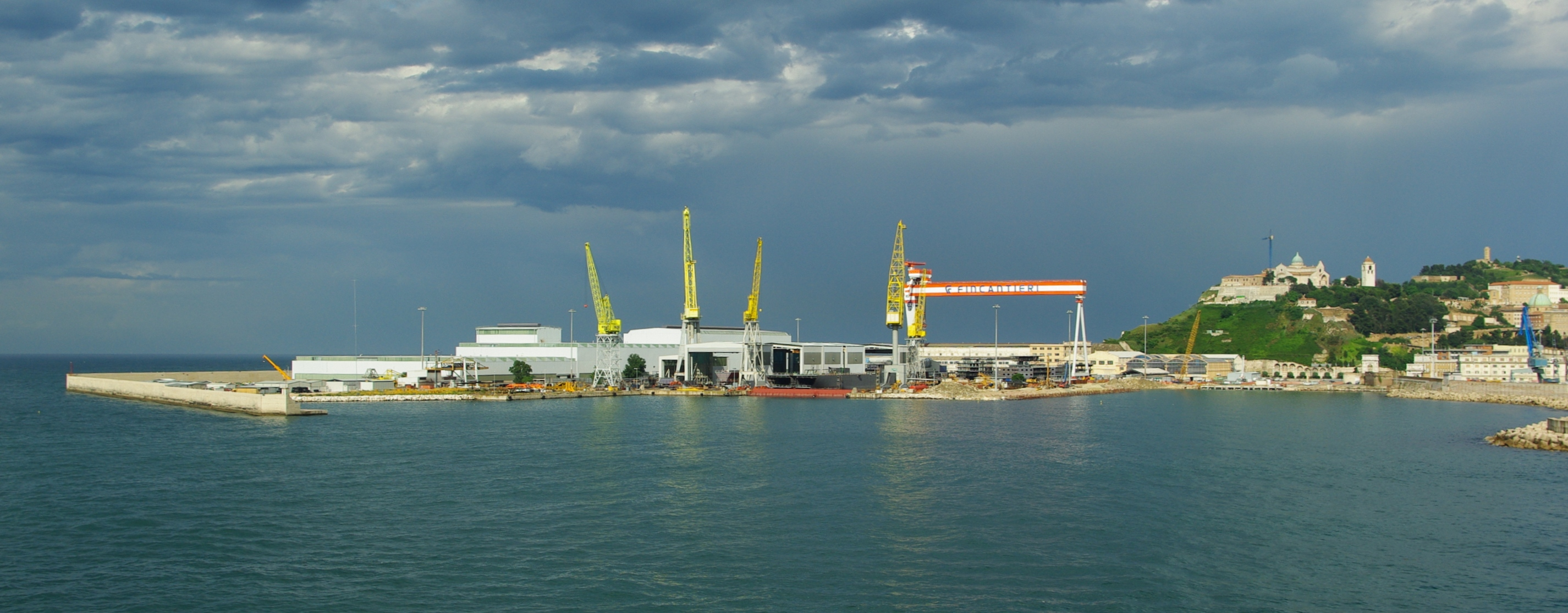
Верфь в Анкона
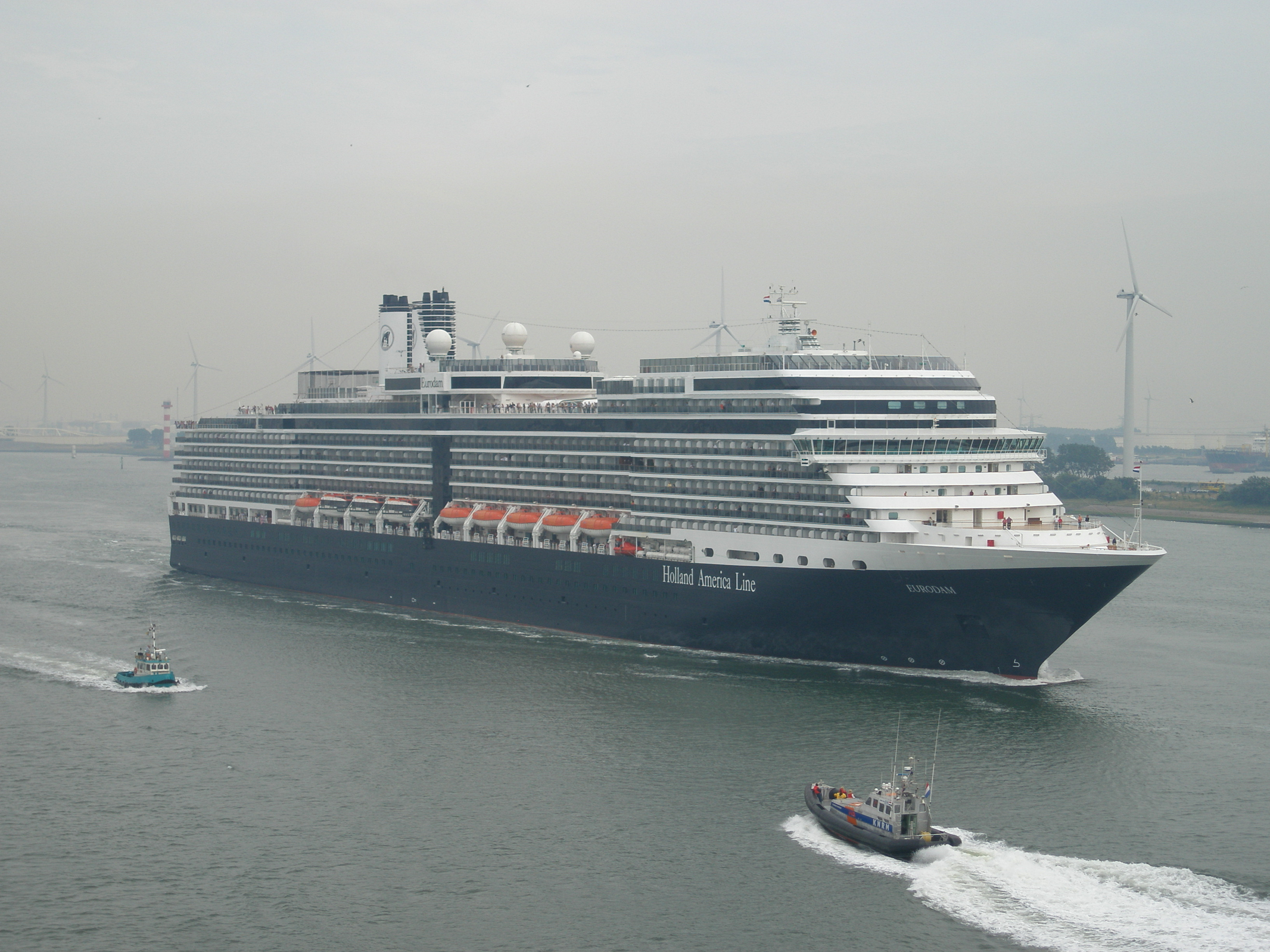
Eurodam компании Holland-America Line в Роттердаме
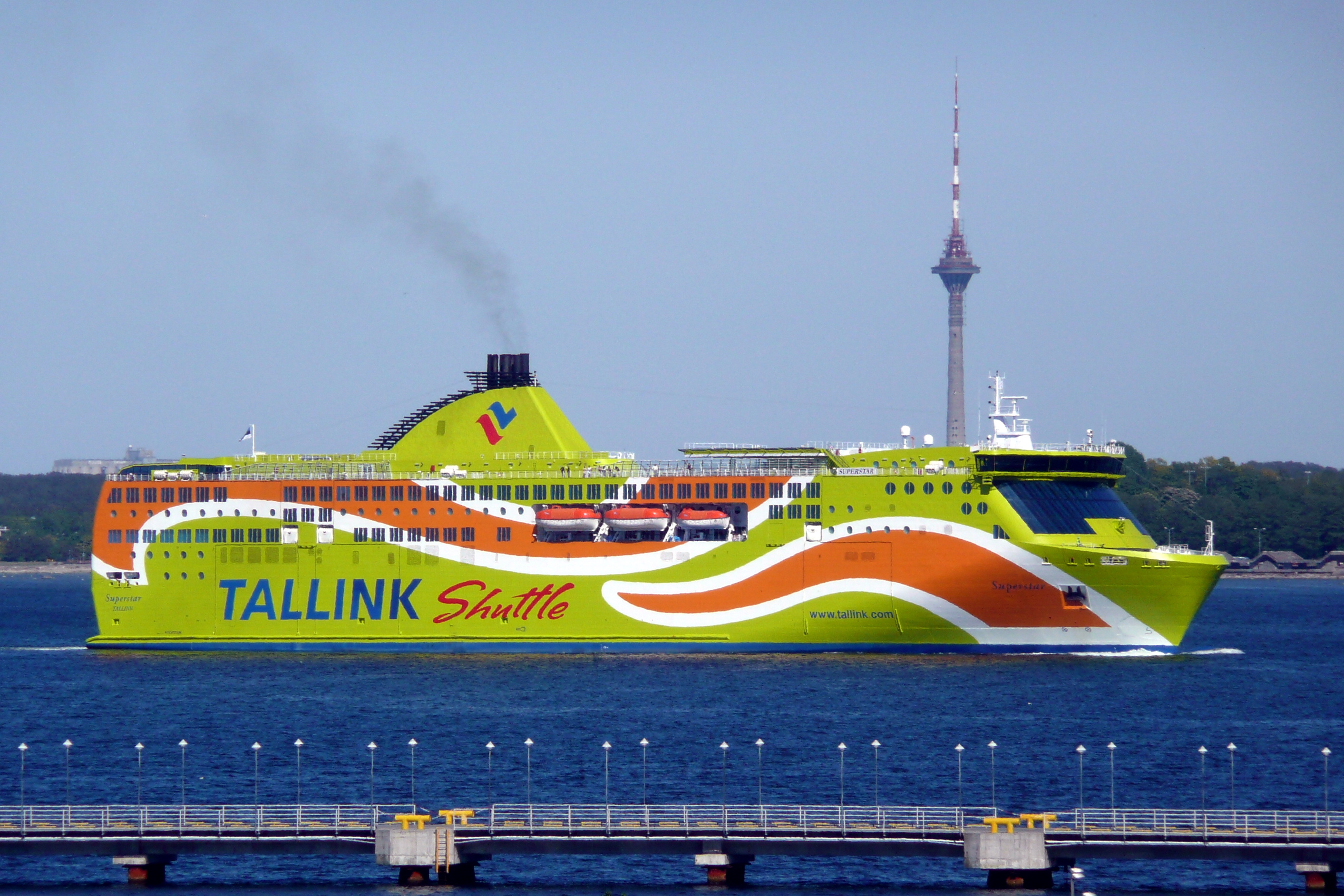
Superstar прибывает в Таллин
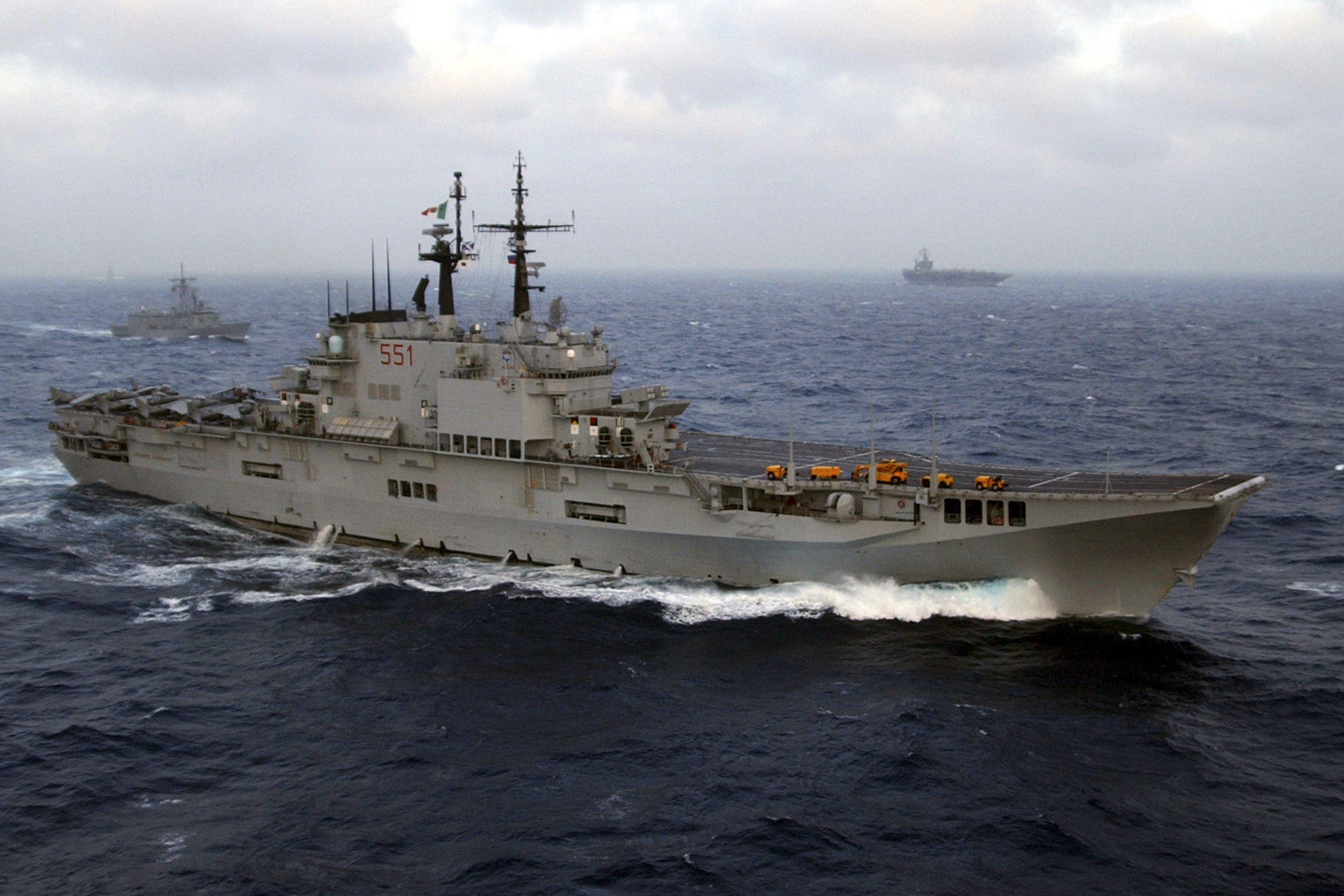
Giuseppe Garibaldi (551) в Атлантике